# Ступак Кирило Сергійович
Кирило Сергійович Ступак (біл. Кірыл Сяргеевіч Ступак; 16 березня 1990, Мінськ) — білоруський шахіст, гросмейстер від 2011 року.

## Шахова кар'єра
У 2000—2010 роках неодноразово грав за збірну Білорусі на чемпіонаті Європи й світу серед юніорів у різних вікових категоріях (найкращий результат: Херцег-Новий 2008, чемпіонат Європи до 18 років — 8-ме місце). Був також багаторазовим фіналістом чемпіонату країни серед юнаків, зокрема, 2005 року здобув у Мінську срібну медаль в категорії до 20 років, у 2006 році — золоту медаль в категорії до 18 років, a 2009 року — золоту в категорії до 20 років.
2006 року поділив 1-ше місце (разом з Андрієм Горовцем) на турнірі за круговою системою в Орші, а також переміг у Пскові й Мінську. У 2007 році посів 2-ге місце (позаду Євгена Подольченка) на щорічному міжнародному чемпіонаті Малопольщі, який відбувся в Кракові, а також посів 2-ге місце (після Володимира Романенка) в Мінську, виступив також у фіналі чемпіонату Білорусі в особистому заліку, де поділив 4-5-те місце. 2008 року поділив 1-ше місце (разом з Кацпером Пьоруном) на чемпіонаті Малопольщі, а також переміг у Кобрині. У 2009 році посів 4-те місце у фіналі чемпіонату країни. 2010 року переміг на чемпіонаті Малопольщі у Кракові, а також виконав дві гросмейстерські норми, під час чемпіонату світу серед юніорів до 20 років у Чотовій i на шаховій олімпіаді у Ханти-Мансійську. 2013 року поділив 1-ше місце (разом з Камілем Драгуном) на 5-му Міжнародному гросмейстерському шаховому турнірі імені Люблінської унії, який проходив у Люблінi. У 2014 році поділив 1-ше місце в Бейруті (разом з Сергієм Тівяковим i Азером Мірзоєвим), а також в Монастірі (разом з Мохамедом Хаддучі). 2015 року здобув золоту медаль чемпіонату Білорусі в особистому заліку.
Представляв Білорусі на командних змаганнях, зокрема,:
- тричі на шахових олімпіадах (2010, 2012, 2014); медаліст: в особистому заліку — бронзовий (2010 — на 5-й шахівниці)[8],
- на командному чемпіонаті Європи (2013); медаліст: в особистому заліку — бронзовий (2013 — на 3-й шахівниці)[9].

Найвищий рейтинг Ело дотепер мав станом на 1 листопада 2014 року, досягнувши 2557 пунктів, посідав тоді 7-ме місце серед білоруських шахістів.

## Зміни рейтингу
| На цьому місці має відображатися графік чи діаграма, однак з технічних причин його відображення наразі вимкнено. Будь ласка, не видаляйте код, який викликає це повідомлення. Розробники вже працюють для того, щоби відновити штатне функціонування цього графіка або діаграми. | |
| | На цьому місці має відображатися графік чи діаграма, однак з технічних причин його відображення наразі вимкнено. Будь ласка, не видаляйте код, який викликає це повідомлення. Розробники вже працюють для того, щоби відновити штатне функціонування цього графіка або діаграми. |